# Andreu de Queralt i d'Icart
Andreu de Queralt i d'Icart   (1653 - 21 de febrer de 1721) fou un noble català, cinquè comte de Santa Coloma.

## Biografia
Fill de Joan de Reart i de Llupià i de Maria d'Icart i d'Aguilar, els seus pares van casar-se a les acaballes el 1650, abans de la capitulació de Barcelona a la Guerra dels Segadors, i segons Josep Bargalló, heretà la baronia de Torredembarra el 1663. Durant la dècada del 1670, es disputà aquest senyoriu amb el seu tiet Carles de Llupià.
Vers aquestes dates mantingué un plet contra el marquès de Castellnou per la vila de Ponts. Les disputes jurídiques per apoderar-se l'herència dels Queralt van ser molt fèrries. El 1683, la Reial Audiència reconegué Andreu com a successor del comtat de Santa Coloma, atesa la malaltia mental que sofria Lluís Dalmau de Queralt i la manca de successió. Des d'aquell moment, adoptà el cognom de la seva besàvia Cecília de Queralt, i va passar a dir-se Andreu de Queralt, òlim de Reart i d'Icart.
El 1678 es casà amb Maria de Xetmar i Meca, amb qui tindria catorze fills. El primogènit Joan, futur comte de Santa Coloma, nasqué el 24 d’octubre de 1679. Altres fills importants del matrimoni foren Francesc, nascut el 1686 a Barcelona, primer canceller de la Universitat de Cervera; i Narcís, nascut a Santa Coloma de Queralt el 1691, segon canceller de la Universitat de Cervera i bisbe d’Àvila.
El 27 de gener del 1689, passats pocs dies de la mort de Lluís Dalmau, Andreu de Queralt assumí finalment el comtat de Santa Coloma. No obstant això, la successió dels Queralt seguí dirimint-se en els estaments judicials; també el senyoriu d'El Catllar, que el noble Francesc d'Olzinelles disputava a Andreu (1690).
Durant la guerra de Successió va prendre partit a favor de Felip V. El 1710, vivint a l'actual Palau del Marquès de Llo a Barcelona, rebé una querella del fiscal públic per a ús de les aigües de la Séquia Reial per a regar Sant Martí de Provençals. Un any abans, Felip V havia expropiat les salines que la família Queralt tenia a Torredembarra. Quan va començar el setge de Barcelona, Andreu va instal·lar-se a Torredembarra.
Va morir el 21 de febrer del 1721.